# Modraszek idas
Modraszek idas (Plebejus idas) – motyl dzienny z rodziny modraszkowatych.

## Wygląd
Rozpiętość skrzydeł od 25 do 29 mm, dymorfizm płciowy wyraźny.

## Siedlisko
Suche piaszczyste wrzosowiska, przydroża i polany w borach sosnowych, murawy kserotermiczne (rzadziej).

## Biologia i rozwój
W Polsce wykształca zwykle jedno pokolenie w roku (połowa czerwca-początek sierpnia). Na południu czasami dwie: (czerwiec-lipiec, sierpień-wrzesień). Rośliny żywicielskie: lucerna nerkowata, koniczyna łąkowa i komonica zwyczajna. Jaja barwy białej składane są pojedynczo na liściach i łodygach roślin żywicielskich (blisko ziemi). Jaja zimują. Larwy obligatoryjnie myrmekofilne, w Polsce towarzyszą im pierwomrówki żwirowe, lecz w literaturze wymienia się również inne gatunki. Stadium poczwarki trwa 2-3 tygodnie. 

## Rozmieszczenie geograficzne
Gatunek holarktyczny, występuje lokalnie na terenie całej Polski z wyjątkiem gór i krańców północno-wschodnich. Niezagrożony.